# Malouetia
Malouetia är ett släkte av oleanderväxter. Malouetia ingår i familjen oleanderväxter.

## Dottertaxa tillMalouetia, i alfabetisk ordning[1]
- Malouetia amazonica
- Malouetia amplexicaulis
- Malouetia aquatica
- Malouetia barbata
- Malouetia bequaertiana
- Malouetia bubalina
- Malouetia calva
- Malouetia cestroides
- Malouetia cuatrecasatis
- Malouetia cubana
- Malouetia duckei
- Malouetia flavescens
- Malouetia gentryi
- Malouetia glandulifera
- Malouetia gracilis
- Malouetia gracillima
- Malouetia grandiflora
- Malouetia guatemalensis
- Malouetia heudelotii
- Malouetia isthmica
- Malouetia killipii
- Malouetia lata
- Malouetia mildbraedii
- Malouetia molongo
- Malouetia naias
- Malouetia nitida
- Malouetia parvifolia
- Malouetia pubescens
- Malouetia pumila
- Malouetia quadricasarum
- Malouetia sessilis
- Malouetia tamaquarina
- Malouetia virescens